# Stadtmuseum Ludwigshafen

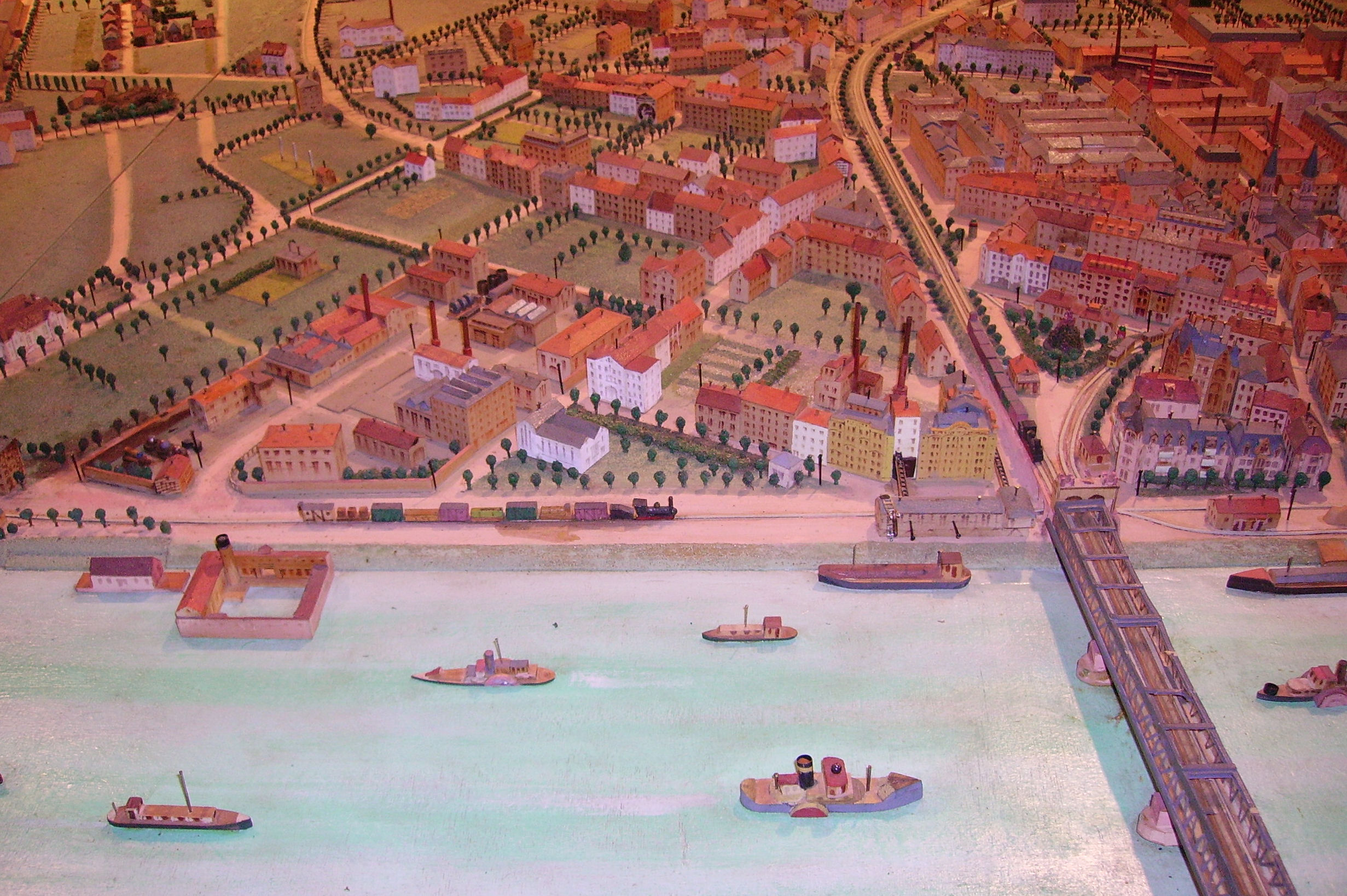
Modell von Ludwigshafen

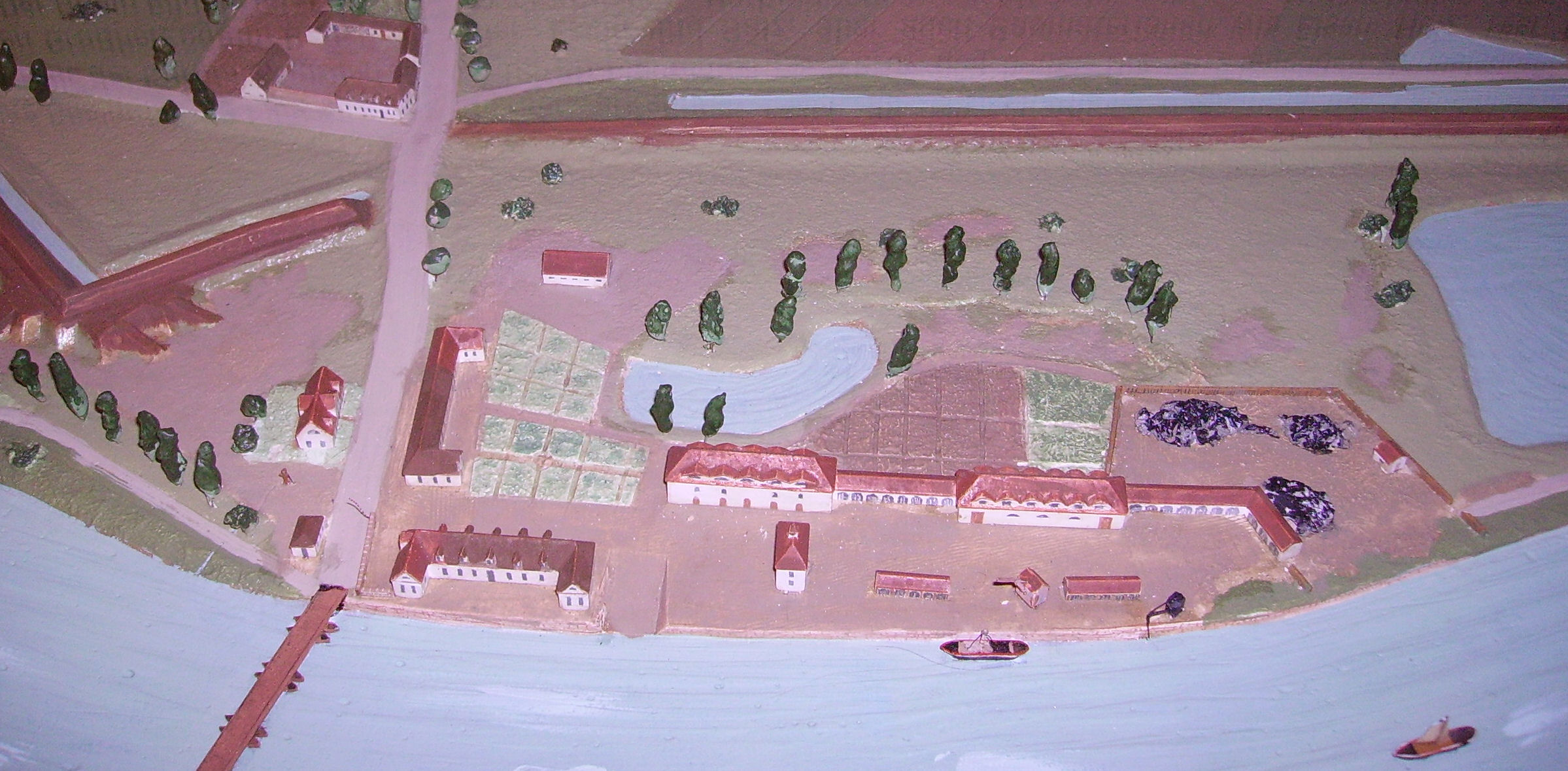
Rheinschanze Ludwigshafen Stadtmuseum

Das Stadtmuseum Ludwigshafen wurde 1904 gegründet und befand sich von 1984 bis 2021 im ersten Stockwerk des Ludwigshafener Rathaus-Centers. Das Museum ist seit 2021 geschlossen, da das Rathaus-Center abgerissen wird. Die Bestände des Museums sind derzeit eingelagert. Das Stadtmuseum sollte ursprünglich 2023 an einem neuen Standort in Ludwigshafen Süd wiedereröffnet werden und zusammen mit dem Stadtarchiv Ludwigshafen dort das Haus der Stadtgeschichte bilden. Dieses Vorhaben wurde bislang nicht realisiert.
Die Schausammlung des Museums thematisierte anhand von Exponaten, Texten und Medienstationen die Geschichte der jungen Industriestadt Ludwigshafen am Rhein. Thematisch wurden dabei vor allem die Epochen vom Anfang des 17. Jahrhunderts bis zur Stadtgründung Mitte des 19. Jahrhunderts beleuchtet sowie kurze Abrisse zur Geschichte der einzelnen Stadtteile gegeben.  Weitere Schwerpunkte des Museums waren die Bereiche „Arbeit und Industrie“, der Erste Weltkrieg und der Zweite Weltkrieg sowie die sich daran anschließende Zeit des Wiederaufbaus und das beginnende Wirtschaftswunder. Des Weiteren wurden die Themen „Kultur und Vielfalt“, Aspekte wie Vereinsleben, Sport und Freizeit, Kunst im Öffentlichen Raum, Söhne und Töchter der Stadt Ludwigshafen, Migrationsgeschichte und religiöse Vielfalt behandelt. Emblematisch für die Dauerausstellung ist ein drei mal vier Meter großes Stadtmodell aus Holz, welches die Stadt um 1909 darstellt.
Neben der Dauerausstellung zeigte das Stadtmuseum Ludwigshafen auch regelmäßig Wechselausstellungen, in der Regel zu lokal- oder regionalhistorischen sowie urbanen Fragestellungen.